# نیروگاه تلمبه ذخیره‌ای شین-تاکاسگاوا
نیروگاه تلمبه ذخیره‌ای شین-تاکاسگاوا (به لاتین: Shin-Takasegawa Pumped Storage Station) یک نیروگاه تلمبه ذخیره‌ای و سد در ژاپن است که در استان ناگانو واقع شده‌است.